# Leonardo Sigali
Leonardo Germán Sigali (Campana, Buenos Aires, Argentina; 29 de mayo de 1987) es un futbolista argentino. Se desempeña en la posición de defensor central en el NK Lokomotiva de la Primera Liga de Croacia.
En 2014 fue transferido al Dinamo Zagreb de la Primera Liga de Croacia. Allí se consagraría campeón 4 veces y disputaría partidos de la Liga de Campeones de la UEFA, siendo uno de los jugadores más destacados del club.
En el año 2018, llegaría a Racing Club de la mano de Eduardo Coudet, y se consagraría campeón de la Superliga 2018-19, los Trofeos de Campeones en  2019 y 2022, y la Supercopa Internacional en 2023. Además en la temporada 2018-19 fue elegido en el 11 ideal de la Superliga. El 23 de noviembre de 2024 se consagró campeón de la Copa Sudamericana 2024.

## Trayectoria

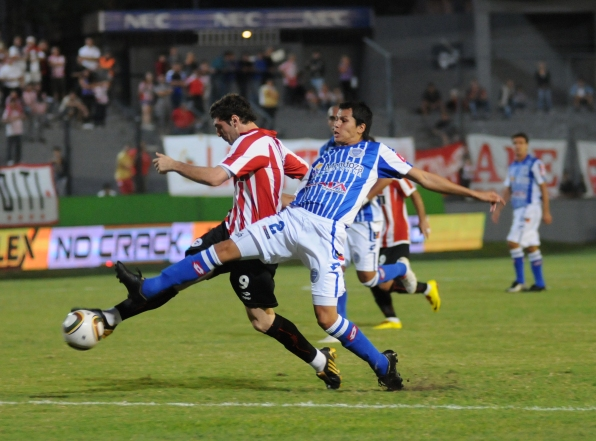
Sigali marcando a Mauro Boselli en el Clausura 2010

### Nueva Chicago
Leonardo Sigali se formó en las categorías inferiores de Nueva Chicago, e hizo su debut como profesional en 2006. Con Nueva Chicago fue campeón del Torneo Clausura de la Primera "B" Nacional en el año de su debut, ascendiendo a Primera División. La temporada 2006-07 jugó como defensa central en Primera. 

### Lanús
En 2007 fue traspasado a Club Atlético Lanús, siendo campeón del Torneo Apertura 2007. Anotaría su único gol en el "Granate" en la derrota 6 a 2 frente a Arsenal de Sarandí.

### Godoy Cruz
En el año 2008 llega al Godoy Cruz, siendo pieza clave del equipo durante los próximos años. Fue elegido el mejor defensor del Clausura 2011.
Se despediría del Tomba con más de 200 encuentros disputados y con una aceptable cantidad de goles aportados.

### Dinamo Zagreb
En junio de 2014 es fichado por el Dinamo Zagreb, firmando 4 años de contrato.
Con el gigante croata lograría ser campeón en 4 ocasiones (2 Ligas y 2 Copas). Además disputó varios partidos de Liga de Campeones

### Racing Club

#### Temporada 2017-18
En enero de 2018, Racing Club lo compra al Dinamo Zagreb en 2.000.000 de dólares por el 100% del pase y firma contrato por 4 años. En su primer semestre en la Academia, marcaría tres goles frente a Olimpo en la victoria 2 a 1, Patronato en la victoria 5 a 0, y frente a Belgrano en un empate 2 a 2.

#### Temporada 2018-19
Un año después logró salir campeón con «la Academia» de la Superliga Argentina siendo un pilar fundamental en la defensa junto a Alejandro Donatti. En el campeonato de 2018/2019, jugó 22 partidos anotando 1 gol, frente a Huracán, en la victoria por 3-1.

#### Temporada 2019-20
El 14 de diciembre de 2019 (a pesar de estar lesionado) logra coronarse campeón del Trofeo de Campeones de la Superliga Argentina. 

#### Temporada 2020
Volvería a anotar un gol frente al Flamengo en el empate 1-1 por la Copa Libertadores 2020, donde su equipo salió victorioso en el partido de vuelta, a través de la tanda de penales (donde contribuyó pateando uno) dándole el pase a cuartos de final de dicha competición.

#### Temporada 2021
En 2021, marcaría un gol en el Liga Profesional en la victoria por 3 a 1 frente a Lanús.

#### Temporada 2022
En abril de 2022 fue protagonista de una campaña de concientización sobre el alzheimer, en donde ganó popularidad su frase: «La verdad, no me acuerdo». En junio de ese mismo año, volvería a marcar un gol en la goleada por 5 a 0 a Club Atlético Aldosivi, en la despedida de su compañero Nery Domínguez, entregándole la cinta de capitán.
El 6 de noviembre de 2022 se consagra campeón y consigue su tercer título con Racing Club al ganar el Trofeo de Campeones 2022.

#### Temporada 2023
El 20 de enero de 2023 se consagra nuevamente campeón, logrando su cuarto título con la institución albiceleste, al ganar la Supercopa Internacional 2022.
El 30 de agosto de 2023, erró un penal contra Boca Juniors en la tanda de penales correspondiente al partido de vuelta en los cuartos de final de la Copa Libertadores. El 16 de septiembre volvería a convertir un gol contra San Lorenzo y se abrazaría con el técnico Fernando Gago en medio de una incertidumbre por su salida.
El 8 de octubre de 2023, después de una derrota contra Independiente, el capitán de Racing recibió silbidos por parte de los hinchas como una advertencia por sus malas actuaciones deportivas.
El 24 de octubre convierte un gol agónico al último minuto contra Boca Juniors de cabeza para sentenciar el partido 2 a 1 en el Cilindro de Avellaneda. 
El 3 de diciembre volvería a quedar en el centro de las críticas tras errar un penal en la tanda de penales contra Rosario Central por los cuartos de final de la Copa de la Liga Profesional. En ese mismo partido, generó un penal que puso arriba a los rosarinos.

#### Temporada 2024
El 3 de noviembre de 2024 jugó su último partido con la camiseta de Racing, ante Instituto en el Cilindro por la fecha 20 de la Liga Profesional. En aquel partido, entró desde el banco de suplentes y el equipo local ganó 2-0.
El 23 de noviembre de 2024, consigue su quinto título en el club y el primero a nivel internacional en clubes al ganar la Copa Sudamericana 2024, y a pesar de haber jugado 2 partidos sería uno de los referentes del equipo junto con el arquero académico Gabriel Arias.
El 14 de diciembre de 2024 se despidió de Racing Club a pesar de no haber jugado el último partido contra River Plate en la última fecha de la Liga Profesional. La hinchada en el Cilindro lo despidió con una ovación.

## Selección nacional
Ha sido internacional con la Selección de Argentina en categorías inferiores.

### Participaciones en Copas del Mundo
| Mundial                     | Sede   | Resultado |
| --------------------------- | ------ | --------- |
| Copa Mundial Sub-20 de 2007 | Canadá | Campeón   |

## Estadísticas
Datos actualizados al 3 de noviembre de 2024
| Nueva Chicago Argentina | 2.ª           | 2005-06       | 36  | 1  | —  | — | —  | — | 36  | 1  |
| Nueva Chicago Argentina | 1.ª           | A-2006        | 9   | 0  | —  | — | —  | — | 9   | 0  |
| Nueva Chicago Argentina | 1.ª           | C-2007        | 6   | 0  | —  | — | —  | — | 6   | 0  |
| Nueva Chicago Argentina | Total club    | Total club    | 51  | 1  | —  | — | —  | — | 51  | 1  |
| Lanús Argentina | 1.ª           | A-2007        | 8   | 0  | —  | — | 1  | 0 | 9   | 0  |
| Lanús Argentina | 1.ª           | C-2008        | 10  | 1  | —  | — | 1  | 0 | 11  | 1  |
| Lanús Argentina | Total club    | Total club    | 18  | 1  | —  | — | 2  | 0 | 20  | 1  |
| Godoy Cruz Argentina | 1.ª           | A-2008        | 16  | 1  | —  | — | —  | — | 16  | 1  |
| Godoy Cruz Argentina | 1.ª           | C-2009        | 15  | 2  | —  | — | —  | — | 15  | 2  |
| Godoy Cruz Argentina | 1.ª           | A-2009        | 14  | 1  | —  | — | —  | — | 14  | 1  |
| Godoy Cruz Argentina | 1.ª           | C-2010        | 17  | 3  | —  | — | —  | — | 17  | 3  |
| Godoy Cruz Argentina | 1.ª           | A-2010        | 19  | 0  | —  | — | —  | — | 19  | 0  |
| Godoy Cruz Argentina | 1.ª           | C-2011        | 14  | 2  | —  | — | 6  | 0 | 20  | 2  |
| Godoy Cruz Argentina | 1.ª           | A-2011        | 16  | 1  | —  | — | 4  | 0 | 20  | 1  |
| Godoy Cruz Argentina | 1.ª           | C-2012        | 17  | 1  | —  | — | 4  | 1 | 21  | 2  |
| Godoy Cruz Argentina | 1.ª           | I-2012        | 18  | 0  | —  | — | —  | — | 18  | 0  |
| Godoy Cruz Argentina | 1.ª           | F-2013        | 17  | 0  | 2  | 0 | —  | — | 19  | 0  |
| Godoy Cruz Argentina | 1.ª           | I-2013        | 15  | 1  | 1  | 0 | —  | — | 16  | 1  |
| Godoy Cruz Argentina | 1.ª           | F-2014        | 8   | 1  | —  | — | —  | — | 8   | 1  |
| Godoy Cruz Argentina | Total club    | Total club    | 186 | 13 | 3  | 0 | 14 | 1 | 213 | 14 |
| Dinamo Zagreb · Croacia | 1.ª           | 2014-15       | 26  | 2  | 8  | 1 | 6  | 0 | 40  | 3  |
| Dinamo Zagreb · Croacia | 1.ª           | 2015-16       | 22  | 3  | 4  | 0 | 9  | 0 | 35  | 3  |
| Dinamo Zagreb · Croacia | 1.ª           | 2016-17       | 19  | 2  | —  | — | 11 | 0 | 30  | 2  |
| Dinamo Zagreb · Croacia | 1.ª           | 2017-18       | 18  | 0  | 1  | 0 | 4  | 0 | 23  | 0  |
| Dinamo Zagreb · Croacia | Total club    | Total club    | 85  | 7  | 13 | 1 | 30 | 0 | 128 | 8  |
| Racing Club Argentina | 1.ª           | 2017-18       | 10  | 3  | —  | — | 5  | 0 | 15  | 3  |
| Racing Club Argentina | 1.ª           | 2018-19       | 24  | 1  | 4  | 0 | 3  | 0 | 31  | 1  |
| Racing Club Argentina | 1.ª           | 2019-20       | 14  | 0  | 4  | 0 | 10 | 1 | 27  | 1  |
| Racing Club Argentina | 1.ª           | 2021          | 23  | 1  | 16 | 0 | 7  | 0 | 46  | 1  |
| Racing Club Argentina | 1.ª           | 2022          | 17  | 1  | 15 | 0 | 4  | 0 | 36  | 1  |
| Racing Club Argentina | 1.ª           | 2023          | 19  | 2  | 13 | 2 | 10 | 0 | 42  | 2  |
| Racing Club Argentina | 1.ª           | 2024          | 11  | 1  | 2  | 0 | 2  | 0 | 15  | 1  |
| Racing Club Argentina | Total club    | Total club    | 118 | 7  | 54 | 2 | 41 | 1 | 213 | 10 |
| Total carrera | Total carrera | Total carrera | 455 | 29 | 70 | 3 | 85 | 2 | 599 | 33 |
| (1) Incluye datos de la Copa Argentina, Copa de Croacia, Supercopa de Croacia, Copa de la Superliga Argentina. (2) Incluye datos de la Copa Sudamericana, Copa Libertadores, Liga de Campeones de la UEFA, Liga Europa de la UEFA. (3) No incluye goles en partidos amistosos. |               |               |     |    |    |   |    |   |     |    |

## Palmarés

### Títulos nacionales
| Título                  | Club          | País      | Año     |
| ----------------------- | ------------- | --------- | ------- |
| Primera División        | Lanús         | Argentina | A-2007  |
| Primera Liga de Croacia | Dinamo Zagreb | Croacia   | 2014/15 |
| Copa de Croacia         | Dinamo Zagreb | Croacia   | 2015    |
| Primera Liga de Croacia | Dinamo Zagreb | Croacia   | 2015/16 |
| Copa de Croacia         | Dinamo Zagreb | Croacia   | 2016    |
| Primera División        | Racing Club   | Argentina | 2018/19 |
| Trofeo de Campeones     | Racing Club   | Argentina | 2019    |
| Trofeo de Campeones     | Racing Club   | Argentina | 2022    |
| Supercopa Internacional | Racing Club   | Argentina | 2022    |

### Títulos internacionales
| Título              | Equipo              | Sede     | Año  |
| ------------------- | ------------------- | -------- | ---- |
| Copa Mundial Sub-20 | Selección Argentina | Canadá   | 2007 |
| Copa Sudamericana   | Racing Club         | Asunción | 2024 |

### Otros logros
| Logro                      | Club          | País      | Año     |
| -------------------------- | ------------- | --------- | ------- |
| Ascenso a Primera División | Nueva Chicago | Argentina | 2005/06 |

### Distinciones individuales
| Distinción                                         | Año     |
| -------------------------------------------------- | ------- |
| Miembro del Equipo ideal de la Superliga Argentina | 2018-19 |